# Demonax offensus
Demonax offensus là một loài bọ cánh cứng trong họ Cerambycidae.